# ミカル・オパス
ミカル・オパス（Michal Opas）は、カナダのトロント大学・医学部・実験医学/病理生物学科・教授で、専門は細胞運動、細胞接着、細胞骨格の細胞生物学。

## 経歴
- 1973年：ポーランドのワルシャワ大学で、細胞生物学の修士号取得
- 1977年：ネンキ実験生物学研究所（Nencki Institute of Experimental Biology）で研究し、ポーランド科学アカデミーから博士号（PhD）を取得
- 1981年：カナダのトロント大学のポスドク
- 1980年代：トロント大学・医学部・実験医学/病理生物学科・教員、その後・教授

## 研究
オパスは、初期には、アメーバを材料に、干渉反射顕微鏡、ホログラフィック顕微鏡、蛍光顕微鏡、共焦点レーザー顕微鏡など各種光学顕微鏡を使用し、細胞運動の細胞生物学を研究していた。
その後、培養細胞を材料に、細胞接着、細胞運動にも関連するタンパク質・カルレティキュリン（calreticulin）の生化学・細胞生物学を研究している。

## 研究関連事件
2013年2月15日、覆面告発者のクレア・フランシスが、オパスの2008年の論文 に画像の捏造・ 改竄があることを電子メールで論文出版元に指摘した。
2015年1月12日、論文出版元が、画像のねつ造・改ざんを確認し、オパスの了承を得て、2008年の論文を撤回した。トロント大学も論文撤回を了承した。
撤回した2008年の論文は、胚性幹細胞と前脂肪細胞3T3-L1のカルレティキュリン欠損細胞を作り、カルレティキュリンを欠損していない細胞と比較することで、カルレティキュリンが脂質生成の制御していることを示した論文である。
論文には著者が5人いたが、画像の責任は第一著者のエヴァ・サボ（Eva Szabo）、あるいは最終著者である自分（オパス）にあり、他の3人にはないとオパスは答えた。